# Polystachya seticaulis
Polystachya seticaulis är en orkidéart som beskrevs av Alfred Barton Rendle. Polystachya seticaulis ingår i släktet Polystachya och familjen orkidéer. Inga underarter finns listade i Catalogue of Life.